# Epidendrum attenuatum
Epidendrum attenuatum är en orkidéart som beskrevs av John Lindley. Epidendrum attenuatum ingår i släktet Epidendrum och familjen orkidéer. Inga underarter finns listade i Catalogue of Life.